# Brian García
Brian Alberto García Carpizo (León, 31 ottobre 1997) è un calciatore messicano, centrocampista del Toluca.

## Carriera
Cresciuto nel settore giovanile del Club Tijuana, ha esordito in prima squadra il 26 luglio 2018 disputando l'incontro di Copa MX pareggiato 0-0 contro il Juárez.

## Statistiche

### Presenze e reti nei club
Statistiche aggiornate al 3 aprile 2022.
| Stagione        | Squadra         | Campionato      | Campionato | Campionato | Coppe nazionali | Coppe nazionali | Coppe nazionali | Coppe continentali | Coppe continentali | Coppe continentali | Altre coppe | Altre coppe | Altre coppe | Totale | Totale |
| Stagione        | Squadra         | Comp            | Pres       | Reti       | Comp            | Pres            | Reti            | Comp               | Pres               | Reti               | Comp        | Pres        | Reti        | Pres   | Reti   |
| --------------- | --------------- | --------------- | ---------- | ---------- | --------------- | --------------- | --------------- | ------------------ | ------------------ | ------------------ | ----------- | ----------- | ----------- | ------ | ------ |
| 2018-2019       | Club Tijuana    | LM              | 0          | 0          | CM              | 2               | 0               |                    | -                  | -                  |             | -           | -           | 2      | 0      |
| 2020-2021       | Cimarrones      | LE              | 34         | 3          |                 | -               | -               |                    | -                  | -                  |             | -           | -           | 34     | 3      |
| 2021-2022       | Necaxa          | LM              | 26         | 0          |                 | -               | -               |                    | -                  | -                  |             | -           | -           | 26     | 0      |
| Totale carriera | Totale carriera | Totale carriera | 60         | 3          |                 | 2               | 0               |                    | -                  | -                  |             | -           | -           | 62     | 3      |

## Palmarès
- Campionato messicano: 1

Toluca: 2024-2025 (Clausura)